# 青臨鐵路
青临铁路位于中國山东省青州市和临朐县境内，是由潍坊市自筹资金建设的一条地方鐵路，由山东省青临铁路有限责任公司运营。

## 线路及车站
线路起自胶济铁路青州市南站，经青州市益都街道、云门山街道、黄楼镇、弥河镇、临朐县城关街道、冶源镇至终点冶源站，正线长36.4公里，总投资2.3亿元。线路设三条专用线，分别为山东高速铁建装备有限公司（原临朐轨枕有限公司）专用线、山东鲁星钢管有限公司专用线、张河站卸油专用线。

### 车站列表
- 李家河站 (与国铁的交接站)
- 张河站
- 弥河站
- 临朐站
- 冶源站

## 运营公司
山东省青临铁路有限责任公司负责铁路的经营管理工作，成立于2002年5月17日，由潍坊市地方铁路管理局、临朐县人民政府、青州市人民政府、山东海化集团有限公司共同组建，注册资本5494万元。

## 历史
- 1992年10月，青临铁路经山东计委批准立项。
- 1993年6月开工建设。
- 1997年10月31日开通运营。[2][3]